# Моррисон, Скотт
Скотт Джон Моррисон (англ. Scott John Morrison; род. 13 мая 1968, Сидней) — австралийский политик, член Либеральной партии, премьер-министр с 24 августа 2018 по 23 мая 2022 года.

## Биография
Родился в пригороде Сиднея Уэверли. Его предки — шотландцы и англичане. В 1970-е годы снимался в телевизионных рекламных роликах, а в возрасте 9 лет активно участвовал в предвыборной кампании своего отца — полицейского, избранного в местный совет, а затем — мэром.
Окончил Университет Нового Южного Уэльса, где изучал географию и экономику, и занялся туристическим бизнесом.
В 2004 году получил определённую известность, когда в качестве управляющего директора государственного агентства Tourism Australia одобрил рекламную кампанию стоимостью 180 млн долларов США под слоганом «So Where the Bloody Hell are You?» (Итак, где ты, чёрт тебя побери?), запрещённую в Великобритании.

### Политическая карьера
Член Палаты представителей c 2007 года. Сначала по итогам выборов проиграл борьбу за «надёжный» либеральный избирательный округ Кук в штате Новый Южный Уэльс ливанскому католику Майклу Тоуки (Michael Towke), но несколько месяцев спустя всё же добился этого мандата и в сентябре 2008 года был назначен теневым министром жилищного хозяйства в теневом кабинете Малкольма Тернбулла.
C 2013 по 2014 год — министр по вопросам иммиграции и охраны границ. В этой должности санкционировал 18 сентября 2013 года операцию «Суверенные границы», целью которой было заявлено пресечение морского пути нелегальной иммиграции в Австралию. Моррисон заявил по итогам первых шести месяцев операции, что с 19 декабря 2013 года не было ни единого случая успешной доставки в Австралию иммигрантов организаторами нелегальной переправки людей через морскую границу.
C 2014 по 2015 год — министр социальных услуг.
С сентября 2015 года по август 2018 года — глава Казначейства.

### В должности премьер-министра Австралии
24 августа 2018 года во втором туре голосования победил 45 голосами против 40 Питера Даттона в борьбе за пост лидера Либеральной партии.
24 августа 2018 года вступил в должность премьер-министра Австралии.
18 мая 2019 года правоцентристская коалиция одержала победу на парламентских выборах, и 29 мая Моррисон сформировал своё второе правительство.
В декабре 2019 года он столкнулся с критикой за то, что взял необъявленный заграничный отпуск со своей семьей на Гавайи во время австралийских лесных пожаров 2019-20 годов.
Действия Моррисона во время пандемии COVID-19 в Австралии были широко оценены, и его рейтинг одобрения в конце апреля 2020 года вырос до 68 %, что является самым высоким показателем для любого премьер-министра за последние 12 лет.
25 июня 2020 года 1000 военнослужащих направлены в штат Виктория для противодействия вспышке коронавирусной эпидемии (в предыдущие сутки там были выявлены 33 инфицированных), а 6 июля закрыта административная граница штата с соседним Новым Южным Уэльсом.
18 февраля 2021 года Facebook заблокировал публикации австралийских новостных сайтов из-за подготовки австралийским правительством кодекса новостных СМИ, предусматривающего оплату социальными сетями используемого ими контента (25 февраля закон проведён через парламент после внесения в него поправок, позволивших снизить вероятность разрешения конфликтных ситуаций через третейские суды, после чего Facebook и Google начали переговоры с крупнейшими австралийскими новостными агентствами).
К 22 июля 2021 года в Австралии зарегистрированы в общей сложности 915 смертей от COVID-19 за всё время эпидемии, уровень вакцинирования составил менее 14 % населения — самый низкий среди стран ОЭСР. По состоянию на этот день в режиме полномасштабного локдауна с разрешением покидать дома только в силу необходимости находились около 13 миллионов австралийцев из 26 млн (эпицентром распространения коронавирусной инфекции стал крупнейший город страны Сидней — 1500 инфицированных за всё время, но за один день 21 июля — 110 новых случаев).
15 сентября 2021 года президент США Джо Байден, премьер-министр Великобритании Борис Джонсон и Скотт Моррисон объявили о создании трёхстороннего альянса AUKUS для противостояния Китаю в индо-тихоокеанском регионе. В рамках этого соглашения Австралия разорвала «контракт века» на строительство подводных лодок во Франции на верфях компании Naval Group в обмен на договорённость с США о передаче Австралии секретных технологий для создания флота ядерных субмарин, которыми эта страна никогда прежде не располагала. Моррисон назвал соглашение важнейшей вехой в обеспечении безопасности Австралии со времён формирования блока АНЗЮС и объявил о вступлении страны в новую эру.
1 ноября 2021 года был разрешён доступ в Австралию извне (её границы оставались закрытыми более 600 дней с 20 марта 2020 года с целью противодействия пандемии COVID-19, что считается самым строгим карантинным режимом в мире).
21 мая 2022 года либералы потерпели поражение на парламентских выборах, и 23 мая 2022 года в должность премьер-министра вступил Энтони Албаниз.

### Дальнейшая деятельность
30 мая 2022 года состоялись безальтернативные выборы лидера Либеральной партии, победу на которых одержал Питер Даттон.
16 августа 2022 года Моррисон извинился, когда стало известно, что в бытность премьер-министром он тайно принёс присягу и принял пять министерских портфелей, в том числе министра внутренних дел и министра финансов (при этом министр внутренних дел Карен Эндрюс даже не знала об этом).

### Санкции
7 апреля 2022 года Россия ввела персональные санкции в отношении 228 представителей высшего руководства Австралии, в том числе в отношении премьер-министра Скотта Моррисона (покинул пост в мае 2022 года) и членов его кабинета, включая руководителей министерств иностранных дел, обороны, внутренних дел, финансов. Под санкции подпали также члены парламента. Как отметили в российском дипведомстве, такие меры были предприняты в ответ на недружественные действия австралийского правительства, "готового поддерживать любые действия, нацеленные на сдерживание России".